# NGC 2961
NGC 2961 ist eine linsenförmige Galaxie vom Hubble-Typ S0-a im Sternbild Großer Bär. Sie ist schätzungsweise 206 Millionen Lichtjahre von der Milchstraße entfernt.
Das Objekt wurde am 26. Dezember 1873 von Lawrence Parsons entdeckt.